# Шатрон, Жюль-Огюст
Жюль-Огю́ст Шатро́н (фр. Jules-Auguste Chatron M.E.P., 21 апреля 1844, Франция — 7 мая 1917, Осака, Япония) — католический прелат, епископ Осаки с 22 июля 1896 года по 7 мая 1917 год, член миссионерской конгрегации «Парижское общество заграничных миссий».

## Биография
26 сентября 1869 года Жюль-Огюст Шатрон был рукоположён в священника. В 1872 году вступил в миссионерскую конгрегацию «Парижское общество заграничных миссий», после чего он был отправлен на Дальний Восток.
22 июля 1896 года Римский папа Лев XIII назначил Жюля-Огюста Шатрона епископом Осаки. 18 октября 1896 года состоялось рукоположение Жюля-Огюста Шатрона в епископа, которое совершил архиепископ Токио Пьер-Мари Осу в сослужении с епископом Нагасаки Жюлем-Альфонсом Кузеном и епископом Хакодате Александром Берлё.
Скончался 7 мая 1917 года в городе Осака.